# Тејлор Лоренц
Тејлор Лоренц (енгл. Taylor Lorenz, Њујорк) је америчка новинарка која се фокусира на технологију, културу и интернет феномене. Писала је за Вашингтон Пост, Њујорк Тајмс, Дејли Бист, Атлантик, Хил, Бизнис Инсајдер, Дејли Мејл итд. Године 2020. била је именована у „40 испод 40“ магазина Фортјун.

## Биографија
Тејлор Лоренц је рођена у Њујорку, а одрасла у Олд Гриничу, Конетикат. Студирала је политикологију на Универзитету Колорадо у Болдеру и Хобарт и Вилијам Смит колеџу. Друштвене мреже као што је Тамблер, где је водила блог у својим раним двадесетим,  заинтересовали су је о интернет културама. Лоренц је 2015. године објавила да је верена за Кристофер Мимса, колумнисту за Вол Стрит Журнал.
Лоренц је честа мета онлајн узнемиравања од стране америчке деснице. Индепендент је за то написао: „Лоренц је редовна мета напада деснице на интернету, њене објаве често постају виралне и подстичу вероватно неискрену културу гнева, до те мере да је названа 'најмалтретиранијим технолошким новинаром у Америци', а њену каријеру препоручују за проучавање колегама новинарима.“
Према речима Лоренц, такође се суочавала са узнемиравањем уживо, укључујући ухођење и сватинг. Тактике и говор које се користе за таргетирање Лоренц „осликавају класични мизогени троп и врсту ставова повезаних са офлајн насиљем над женама, укључујући и дигиталне манифестације гаслајтинга.“ 

## Каријера
Лоренц је била уредница и шефица друштвених медија у Дејли Мејлу од 2011. до 2014. године, репортерка за технологију за Бизнис Инсајдер од 2014. до 2017. године. Док је писала за Хил 2017. године била је нападнута током репортаже митинга екстремне деснице Unite the Right у Шарлотсвилу. Од 2017. до 2019. године радила је као репортерка за технологију за Дејли Бист. Била је гостујућа научница 2019. године на Универзитету Харвард.
Од 2019. до 2022. године била је репортека за технологију за Њујорк Тајмс. Током њеног рада за Тајмс, ексклузивно је објавила да је председничка кампања политичара Мајкл Блумберга плаћала инстаграм мим профилима да постављају рекламе у облику лажних директних порука на платформу. Након њене објаве подршке за Међународни дан жена 2021. године доживела је низ критика и узнемиравање од стране водећих десничарских коментатора и њихових пратиоца, као што је Такер Карлсон и његова тадашња медијска кућа Фокс вести.
Марта 2022. године Лоренц је напустила Њујорк Тајмс и придружила се новинама Вашингтон Пост као колумнисткуња за технологију и интернет културу. У априлу исте године, Лоренц је написала чланак разоткривши идентет Чаје Раичик, власнице екстремно десничарског твитер налога Libs of TikTok. Неки од њених чланака за Вашингтон Пост укључују и: репортажа о координираном нападу списатељице и истраживачице Нине Јанкович и о екосистему креатора онлајн садржаја и инфлуенсера који су се бавили репортажом суђења Џони Депа и Амбер Херд. У августу 2024. године, Вашингтон Пост је започео интерну истрагу о Лоренц након што је поделила слику председника Џо Бајдена са описом „ратни криминалац“ на свом приватном инстаграм профилу. Налази ове истраге никада нису објављени, а Тејлор Лоренц је у октобру 2024. године напустила новине након пензионисања њеног уредника и како би се фокусирала на своје сопствене подухвате. 
Након што је напустила Вашингтон Пост, придружила се онлајн платформи Сабстак како би за њих писала билтен „User Mag“. У 2025. години почела је такође да пише колумне за Сабстак страницу Зетео о утицају технолошких милијардера из Силиконске долине.

## Књиге
- Еxtremely Online: The Untold Story of Fame, Influence, and Power on the Internet. (2023)

## Рефернце
1. ↑  „Taylor Lorenz”. Fortune (на језику: енглески). Приступљено 2025-05-21.
2. ↑  esposito, brad (2021-02-08). „Very Fine Day #2: Taylor Lorenz”. Very Fine Day. Приступљено 2025-05-21.
3. ↑  „Taylor Lorenz | The ATLAS Institute | University of Colorado Boulder”. www.colorado.edu (на језику: енглески). Приступљено 2025-05-21.
4. ↑  Jeffers, Juliette (2023-10-12). „Taylor Lorenz and Hasan Piker on Tumblr, Trolls, and Getting Doxxed”. Interview Magazine (на језику: енглески). Приступљено 2025-05-21.
5. ↑  „We're engaged! — Taylor Lorenz”. web.archive.org. 2020-02-17. Архивирано из оригинала 17. 02. 2020. г. Приступљено 2025-05-21.
6. ↑  „Taylor Lorenz slammed for CNN interview about ‘handsome’ Luigi Mangione”. The Independent (на језику: енглески). 2025-04-14. Приступљено 2025-05-21.
7. ↑  Jeffers, Juliette (2023-10-12). „Taylor Lorenz and Hasan Piker on Tumblr, Trolls, and Getting Doxxed”. Interview Magazine (на језику: енглески). Приступљено 2025-05-21.
8. ↑  Posetti, Julie; Shabbir, Nabeelah (2. 11. 2022). The Chilling: A global study of online violence against women journalists. International Center for Journalists. ISBN 979-8-218-09201-6.
9. ↑  „Taylor Lorenz”. Business Insider (на језику: енглески). Приступљено 2025-05-21.
10. ↑  Taylor Lorenz and Will Sommer (2017-08-12). „Horror and hate in Charlottesville”. The Hill (на језику: енглески). Приступљено 2025-05-21.
11. ↑  „Locals march against alt-right rally in C’ville”. The Central Virginian (на језику: енглески). 2025-05-21. Приступљено 2025-05-21.
12. ↑  Foundation, Nieman (2019-01-09). „Nieman Foundation announces the 2019 Knight Visiting Nieman Fellows”. Nieman Foundation (на језику: енглески). Приступљено 2025-05-21.
13. ↑  www.nytimes.com https://www.nytimes.com/by/taylor-lorenz. Приступљено 2025-05-21. Недостаје или је празан параметар |title= (помоћ)
14. ↑  Lorenz, Taylor (2020-02-13). „Michael Bloomberg’s Campaign Suddenly Drops Memes Everywhere”. The New York Times (на језику: енглески). ISSN 0362-4331. Приступљено 2025-05-21.
15. ↑  Butler, Jada (2021-03-11). „New York Times defends reporter Taylor Lorenz after Tucker Carlson's attacks”. The Guardian (на језику: енглески). ISSN 0261-3077. Приступљено 2025-05-21.
16. ↑  „IWMF Condemns Online Attacks Against Taylor Lorenz - IWMF”. www.iwmf.org (на језику: енглески). Приступљено 2025-05-21.
17. ↑  Wulfsohn, Joseph (2021-03-09). „New York Times reporter Taylor Lorenz mocked for claim 'online harassment' has 'destroyed my life'”. Fox News (на језику: енглески). Приступљено 2025-05-21.
18. ↑  Armus, Teo (2021-03-11). „Tucker Carlson keeps attacking a New York Times reporter after the paper calls his tactics ‘calculated and cruel’”. The Washington Post (на језику: енглески). ISSN 0190-8286. Приступљено 2025-05-21.
19. ↑  WashPostPR (2022-02-01). „Taylor Lorenz joins The Washington Post as a columnist”. The Washington Post (на језику: енглески). ISSN 0190-8286. Приступљено 2025-05-21.
20. ↑  Lorenz, Taylor (2022-04-19). „Meet the woman behind Libs of TikTok, secretly fueling the right’s outrage machine”. The Washington Post (на језику: енглески). ISSN 0190-8286. Приступљено 2025-05-21.
21. ↑  Lorenz, Taylor (2022-05-18). „How the Biden administration let right-wing attacks derail its disinformation efforts”. The Washington Post (на језику: енглески). ISSN 0190-8286. Приступљено 2025-05-21.
22. ↑  Lorenz, Taylor; Andrews, Travis; Yahr, Emily; Izadi, Elahe; Ellison, Sarah; Hesse, Monica (2022-06-02). „Analysis | Who won the Depp-Heard trial? Content creators that went all-in.”. The Washington Post (на језику: енглески). ISSN 0190-8286. Приступљено 2025-05-21.
23. ↑  „Reporter Taylor Lorenz exits Washington Post after investigation into Instagram post”. AP News (на језику: енглески). 2024-10-01. Приступљено 2025-06-18.
24. ↑  Weprin, Alex (2024-10-01). „Taylor Lorenz Exits Washington Post to Launch ‘User Mag’ on Substack (Exclusive)”. The Hollywood Reporter (на језику: енглески). Приступљено 2025-05-21.
25. ↑  Zeteo, Team. „*BIG NEWS* Zeteo's Expanding with 3 New Contributors – Thanks to You!”. zeteo.com (на језику: енглески). Приступљено 2025-05-21.